# Ditton
Ditton é um subúrbio de Slough, Berkshire no sudeste da Inglaterra. 